# Custos (Neume)

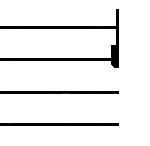
Custos in Form einer halbierten Neume in der Quadratnotation am Ende des Notensystems

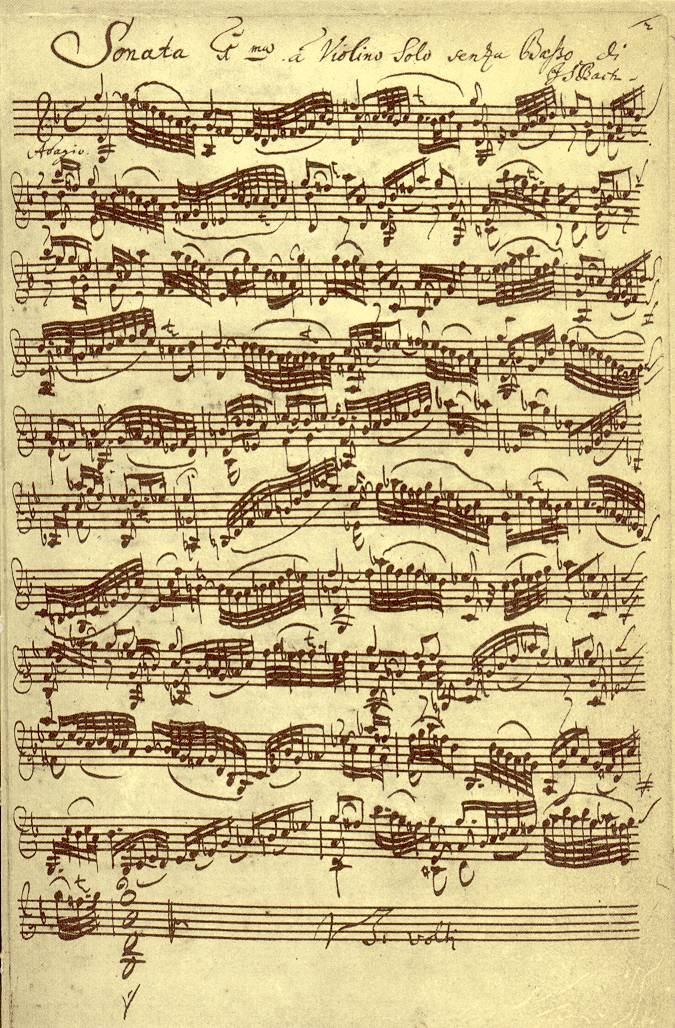
Custodes am Ende jeder Zeile (J.S. Bach, BWV 1001, 1. Satz)

Der Custos (Plural custodes, lateinisch für Wächter) ist ein Hilfszeichen in der Quadratnotation des Gregorianischen Chorals sowie in der weißen und teilweise auch schwarzen Mensuralnotation. Er kann nur am Ende des Notensystems oder vor einem Wechsel des Notenschlüssels stehen und zeigt, mit welchem Ton im Folgenden weitergesungen wird. Custodes dienen als Lesehilfe, um die nächste Note leichter zu finden und werden nicht gesungen oder gespielt.
Custodes werden auch noch in Aufführungsmaterial barocker und klassischer Kompositionen verwendet, unter anderem bei Antonio Vivaldi und Johann Sebastian Bach. Bach notiert sie beispielsweise im Autograph seiner Sonaten und Partiten für Violine solo als kleinere Noten mit geschwungenem Hals am Ende einer Notenzeile, welche die erste Note oder den ersten Akkord der folgenden Zeile vorwegnehmen, um das Weiterlesen zu erleichtern.
In französischen Lehrwerken des 18. Jahrhunderts wird er auch Guidon, in englischen Direct, in italienischen Mostra, sowie in deutschen Weiser genannt.